# 태학계첩
태학계첩(太學契帖)은 서울특별시 종로구에 있는 조선시대의 계첩이다. 2003년 12월 30일 서울특별시의 유형문화재 제174호로 지정되었다.

## 개요
성균관 대사성(成均館 大司成) 이정보(李鼎輔,1693년～1766년)가 태학속전(太學續典)이 완성된 것을 기념하여 9명의 참여 유생(儒生)들과 함께 만든 계첩(稧帖)이다.
능화문(菱花文) 장지로 된 표지에 묵서(墨書)로 ‘태학계첩(太學稧帖)’이라는 표제가 적혀 있고 제 1면에 참여자 명단인 좌목(座目), 제 2면에 성균관의 평면도인 반궁도(泮宮圖), 제 3면과 제 4면에 진사 신석규(辛錫奎)와 박익령(朴益齡)이 쓴 발문(跋文)이 각각 수록되어 있다. 신석규의 발문에 의해 이 화첩이 영조 23년(1747년)에 제작되었음을 알 수 있다. 좌목(座目) 부분에는 자(字),생년(生年),본관(本貫),입격(入格)한 생원진사시(生員進士試) 명칭,거주지 등이 쓰여 있다. 성균관 대사성(成均館 大司成) 이정보(李鼎輔) 이하 74세에서 35세에 이르는 9명이 나이순으로 배열되었는데 모두 대과(大科)에 나가지 않은 생원․진사들이다.
반궁도(泮宮圖)는 이정보가 성균관의 건물 구조와 배치를 화공에게 그리게 한 일종의 배치도인데 가늘고 예리한 필선으로 윤곽을 그리고 적색과 청색으로 채색한 전통적인 다시점(多視點)의 평면도 형식으로 구성되었고 배경 경관은 청록풍(靑綠風)으로 처리되었다. 그림을 보면 중앙 남북방향의 축(軸)상에 삼문(三門),대성전(大成殿),명륜당(明倫堂)이 크게 자리 잡고 그 서쪽에는 비선당(丕闡堂)과 포주(庖廚) 등이 있는 구역, 동쪽에는 향관청(享官廳),정록청(正錄廳),식당(食堂) 등이 있는 구역으로 구성되어 있음을 알 수 있다. 향관청 서쪽 방향에는 1743년 대사례(大射禮)때에 사용한 기구를 보관하기 위해 세운 육일각(六一閣)도 작게 그려져 있다. 대성전 북서쪽으로는 계성사(啓聖祠)와 전사청(典祀廳)이 있는 공간이 따로 구획되어 있다. 3面을 감싸 흐르는 반수(泮水), 그 위에 설치된 세 개의 반수교(泮水橋), 식당이 있는 구역 남쪽의 하연대(下輦臺), 탕평비(蕩平碑)를 보관한 비각(碑閣)도 그려져있다. 1785년(정조 9) 당시 성균관 대사성 민종현(閔鍾顯)이 왕명에 의해 편찬한 태학지(太學志) 卷一 ｢건치(建置)｣에 반궁도(泮宮圖)가 목판화로 있는데, 본 계첩과 30여 년의 시간적 차이가 있어서 그간에 변화된 성균관의 건물을 비교해 볼 수 있다.
발문(跋文)은 이 계첩을 만들게 된 경위와 연대 등이 기록되어 있다, 신석규(辛錫圭), 박익령(朴益齡) 두 사람의 글을 종합해 보면 기왕에 『태학성전(太學成典)』이 있지만 변화하는 동안 마땅히 속전(續典)의 필요성이 있어 초본(草本)을 여러 유생들이 증손(增損)편찬하고 이정보가 이를 태학속전(太學續典,박익령은 太學續錄이라 함)으로 완성하게 되었다는 것이다. 그리고 이정보는 화공에게 반궁도(泮宮圖)를 그리게 하고 같이 일한 사람들의 이름을 써서 계첩을 제작하였다는 것이다. 이들은 다시 이송정(二松亭)에서 만나 상화(賞花,꽃놀이)하고 개강(開講,강론)․탄금(彈琴,가야금을 탐)․부시(賦詩,시를 지어 부침)하였는데 그 모습은 담지 못하였다고 기록해 놓았다.
현재까지 알려진 계첩(稧帖)가운데 성균관 유생들의 계첩으로서는 유일한 유물로서 성균관의 건물 구조와 배치 내역을 시각적으로 보여주는 가장 오래된 자료이고 조선시대 계첩 제작의 다양성을 알려준다는 점에서 사료적 가치가 높다. 또한 그림 주변에 좀벌레에 의한 훼손이 있으나 장황(粧潢)형태와 화면 등은 제작 당시의 원형을 유지하고 있다.

## 참고 문헌
- 태학계첩 - 국가유산청 국가유산포털